# Federico Vélez González
Federico Vélez González (Burgos, 20 de febrero de 1905 - abril de 1979) fue un fotógrafo español conocido como Fede. Fue ganador de varios premios a lo largo de su carrera profesional, además, trabajó como corresponsal gráfico en la Agencia EFE.

## Infancia y adolescencia
Fue hijo de Manuel (sacristán de la San Gil) y María de las Nieves. Su niñez transcurrió entre juegos, estudios primarios en el colegio de San Lorenzo y ayudando a su padre en las tareas propias de un sacristán de aquellos tiempos, es decir, de monaguillo, limpiando la iglesia y en lo alto del campanario tocando las campanas y disfrutando de las vistas en las que destacaba toda la belleza de la Catedral en el horizonte. Era el pequeño de cinco hermanos y pronto su hermano mayor, Ángel, que era factor principal de ferrocarriles, le puso a trabajar en la estación de trenes, tenía 16 años. Pero él sentía atracción por la fotografía, todo quería retenerlo, así que, haciendo horas extras, entró como aprendiz de fotografía en una famosa Casa existente en el paseo de la Isla, Photo Club.

## Vida adulta
Corría el año 1923 y pronto se ganó la confianza de sus dueños, curioso matrimonio formado por una inglesa y un español de ilustre familia burgalesa, amantes del arte y del rico patrimonio que Burgos y su provincia encerraba. Con ellos y muchas veces con la compañía de Luciano Huidobro, sacerdote enamorado del patrimonio artístico de las iglesias y las ermitas de la provincia, recorrieron gran parte de la misma fotografiando sus tesoros. En 1936, con motivo de la Guerra Civil, es movilizado como personal de ferrocarriles y se pasa la contienda entre Burgos y Zumárraga. Sus estancias en Burgos las aprovecha para fotografiar todas aquellas manifestaciones públicas, que dentro de sus posibilidades y la situación de guerra podía y así dejó más de 500 placas con hechos, personajes y desfiles acaecidos en Burgos en los tres años de guerra, algunos de gran impacto.
En 1940 se casa con Carmela y pronto nace su primera hija, María Jesús (1941), en 1943 nace su hijo Federico y como la familia aumentaba, se establecen en un piso más grande en la calle Fernán González, donde monta su laboratorio y despacho público. Después de 1945 nace Carmela y ya es entonces fotógrafo del Diario de Burgos. Por su trabajo tiene que cubrir todo lo que acontece en el Burgos de posguerra y por ese motivo frecuenta y hace amistad con destacados militares e importantes religiosos. De 1946 data su primer carnet acreditativo de corresponsal gráfico de la Agencia EFE (entonces Cifra Gráfica). En 1955, traslada su laboratorio a un local en la calle Latín Calvo donde continúa su labor.
Las décadas de los 50 y 60 son de gran profusión en la captación de todo tipo de imágenes, llegando a superar los 25.000 negativos al año. Vive intensamente la aparición de petróleo en La Lora (1964) y es entonces cuando su hijo le ayuda, haciendo sus primeras instantáneas profesionales. En 1965 con la creación del Polo de Promoción Industrial de Burgos, el trabajo aumenta y se abren nuevos campos profesionales con modernos equipos fotográficos. En 1970, al cumplir 65 años, se jubila y en 1971 la Asociación de la Prensa burgalesa le rinde un sentido homenaje. Continuará haciendo fotos particulares en viajes con amigos.

## Fallecimiento
Súbitamente muere una tarde de abril de 1979, vísperas de Jueves Santo. Ganó varios e importantes premios, pero muchos más amigos a lo largo de su vida. Dejó un importante y enorme archivo fotográfico, que fue incrementándose con la continuidad de su hijo, pasando actualmente del millón de negativos. Algunas de las mejores imágenes de este archivo han sido editadas en tres tomos que constituyen una singular memoria gráfica de Burgos, desde 1936 a 1985. Parte de este archivo fotográfico fue adquirido en 2015 por el Diario de Burgos